# NGC 3707
NGC 3707 (również PGC 35446) – galaktyka eliptyczna (E), znajdująca się w gwiazdozbiorze Pucharu. Odkrył ją Wilhelm Tempel 23 lutego 1878 roku.